# ヘオルヒナ・オリバ
ヘオルヒナ・オリバ・イセルン（Georgina Oliva Isern、1990年7月18日 - ）は、スペイン・カタルーニャ州バルセロナ県タラサ出身の女子フィールドホッケー選手。ホッケー女子スペイン代表。

## 経歴
1990年にカタルーニャ州バルセロナ県タラサに生まれた。タラサは1992年に1992年バルセロナオリンピックのホッケー競技が開催されるなど、スペインでも特にフィールドホッケーが盛んな町である。
2006年からホッケー女子スペイン代表に選ばれている。2006年にスペインのマドリードで開催された女子ホッケーワールドカップでは4位となった。2008年には中国で開催された2008年北京オリンピックホッケー競技に出場し、スペイン代表は1次リーグで敗退して7位となった。
2014-15シーズンのワールドリーグでは最優秀選手に選ばれた。2016年にはブラジルで開催された2016年リオデジャネイロオリンピックホッケー競技に出場し、スペイン代表は準々決勝でイギリス代表に敗れたが、イギリス代表はその後金メダルを獲得している。
2018年にイギリスのロンドンで開催された女子ホッケーワールドカップでは銅メダルを獲得した。2019年にベルギーのアントワープで開催された女子ホッケーヨーロッパ選手権では銅メダルを獲得した。